# Legge del 22 pratile anno II

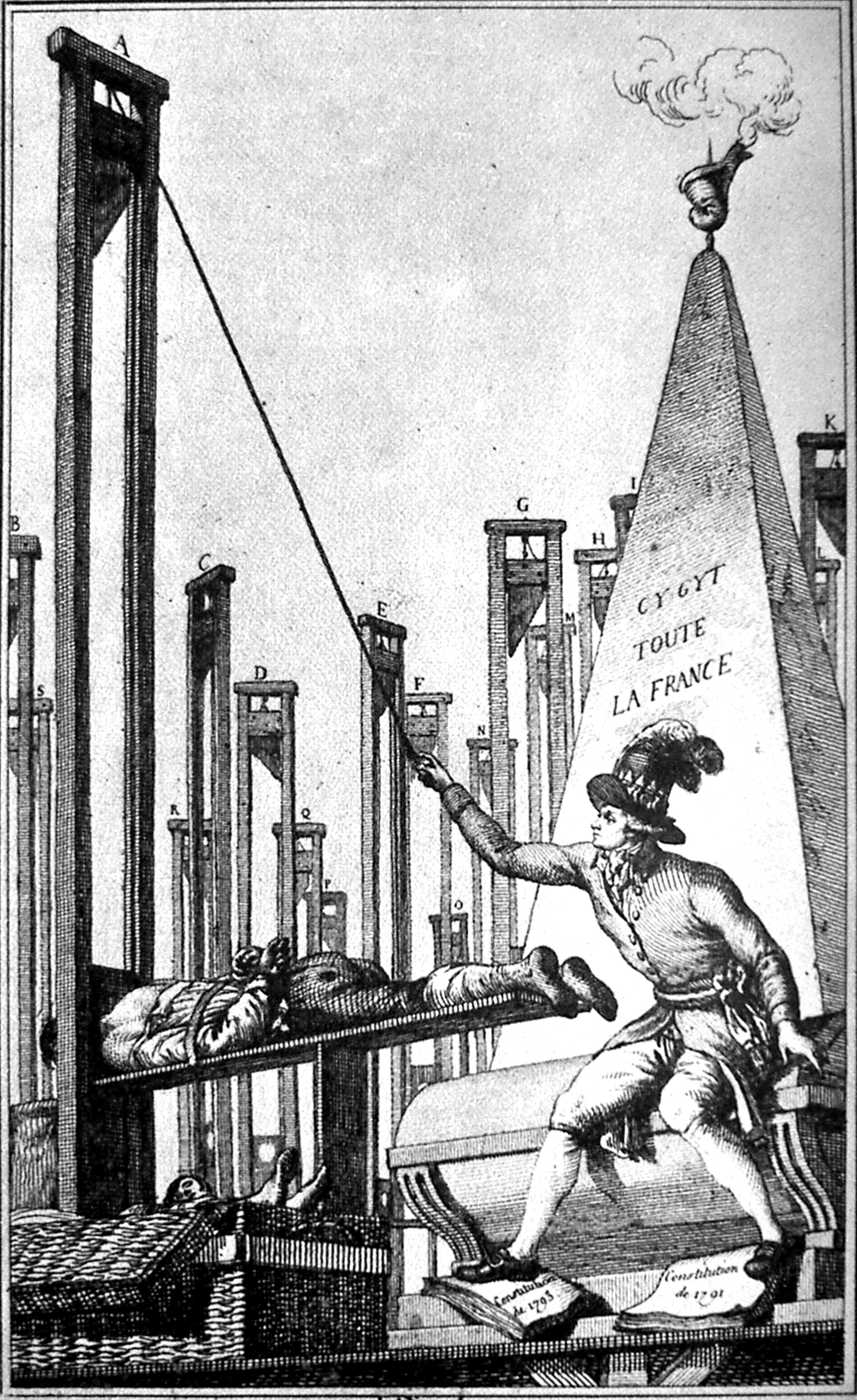
Vignetta satirica coeva alla legge del 22 pratile anno II in cui si vede Robespierre ghigliottinare il boia; il monumento sullo sfondo porta la seguente iscrizione: "Qui giace tutta la Francia"

La legge del 22 pratile dell'anno II (10 giugno 1794), chiamata loi de Prairial (legge del Pratile), è la legge che, nell'Anno II, accentuò il terrore giacobino attraverso la riorganizzazione del tribunale rivoluzionario. Proclamata dalla maggioranza dei membri del Comitato di salute pubblica, privava gli accusati del diritto di difesa e di ricorso in appello.

## Contesto
Dopo la soppressione dei tribunali rivoluzionari della provincia e l'aumento degli ordini di arresto emessi dal Comitato di sicurezza generale, la popolazione carceraria a Parigi era decuplicata in pochi mesi e, per Bertrand Barère, bisognava in qualche modo «epurare le prigioni», per timore delle cosiddette "cospirazioni delle carceri". Alcuni motivi legati alle rivalità latenti in seno ai membri dei comitati rivoluzionari, possono certamente spiegare la fretta con cui la proposta fu presentata e adottata da una Convenzione divenuta «agli ordini» e succube, per l'insistenza di Bertrand Barère (senza il rinvio richiesto da Georges Couthon e senza pubblicazione per dare il tempo per studiarla).
Gli eccessi che portarono alla sua applicazione prematura non devono far dimenticare che, nelle menti di alcuni dei suoi protagonisti, ciò faceva parte di una logica nella riforma in corso della giustizia rivoluzionaria: era infatti previsto che dei comitati popolari, istituiti dai decreti del ventoso (marzo 1794), avessero l'incarico di giudicare i detenuti con diversi brevi gradi di giudizio (fino a sei) e che gradualmente potessero sostituire il Tribunale rivoluzionario, che non essendo più un luogo di dibattito, si sarebbe limitato semplicemente ad avallare le decisioni dei comitati. In realtà lo spirito di questa normativa mal preparata fu immediatamente distorto dai sostenitori del terrore a oltranza.
Georges Couthon, relatore della Convenzione per il progetto di creazione del Tribunale rivoluzionario, richiese l'accelerazione della procedura in un modo che eliminava qualsiasi garanzia per l'imputato che ne aveva già poche dopo la legge dei sospetti. Questo disegno di legge fu presentato come una misura della democrazia per portare gli aristocratici e i ricchi allo stesso livello del popolo, sottraendo le risorse che avevano permesso loro in precedenza di "farla franca".
Couthon, autore del testo, dichiarò alla Convenzione: «Il tempo per punire i nemici del nostro paese non dovrebbe essere che il tempo di riconoscerli; si tratta più che punirli di annientarli... Non è questione di dare qualche esempio, ma di sterminare gli implacabili emissari della tirannia o di perire con la Repubblica». Il Tribunale rivoluzionario non aveva che la scelta tra l'assoluzione e la morte. La definizione di «nemici del popolo» era così vaga che potenzialmente tutti potevano rientrarvi, poiché era sufficiente «ispirare scoraggiamento», cercare di «corrompere la morale» o di «alterare la purezza e la potenza dei principi rivoluzionari», non definendo per nulla cosa significassero tali termini così generali.
Veniva introdotto un clima di sospetto morale con la clausola che stabiliva che: «Ogni cittadino ha il potere di cogliere i cospiratori e i controrivoluzionari e di portarli davanti ai magistrati. Egli è tenuto a denunciare non appena sa di loro». La loi de prairial rimosse qualsiasi garanzia per l'accusato. Non c'era più ormai alcun interrogatorio prima dell'udienza, né avvocato, né l'audizione facoltativa di testimoni. La Corte poteva pronunciare il suo verdetto su semplici presunzioni morali. Perfino il procuratore Antoine Quentin Fouquier-Tinville protestò per l'assenza di avvocati.
Sembra che questa relazione fosse stata votata senza il consenso del Comitato di sicurezza generale e nemmeno di tutti i membri del Comitato di salute pubblica. La gravità della rimozione di qualsiasi garanzia per l'accusato non passò inosservata neanche ai sostenitori più radicali del terrore: Saint Just riconobbe che «Tutto ciò che sta succedendo è orribile, ma necessario». Molti deputati della Convenzione si opposero alla legge, in particolare tutti i proconsoli terroristi che Robespierre aveva fatto richiamare dalle loro missioni per le atrocità commesse e che aveva denunciato pubblicamente il 7 pratile.
Joseph Fouché, Jean-Lambert Tallien, Paul Barras e molti altri presero paura e tentarono di far approvare un emendamento sull'immunità parlamentare, che fu però respinto dall'assemblea. Meno di due mesi più tardi arrivò il colpo di stato del 9 termidoro, la caduta del Grande Comitato e dei Montagnardi e l'inizio della reazione termidoriana. La legge del 22 pratile (10 giugno 1794) fu revocata già il 1º agosto, ma il Terrore legale, ossia la giustizia rivoluzionaria in tempo di guerra, si trasformò nel grande massacro del cosiddetto Terrore bianco, una vera caccia all'uomo verso i giacobini da parte di bande private come la famigerata Compagnia di Gesù e i moscardini.